# Prinz Sami
Prinz Sami ist ein deutsches Stummfilmlustspiel von Ernst Lubitsch aus dem Jahr 1917. Es zählt zu den heute verschollenen Filmen des Regisseurs.

## Inhalt
Prinz Sami stammt aus Negerien und ist ein unzivilisierter „Naturbursche“. Er wird an den hochzivilisierten Hof der Herzogin Maria von Arragonien geschickt, wo er zunächst für heilloses Durcheinander sorgt. Am Ende avanciert er dennoch zum Gemahl der Herzogin.

## Produktion
Die Bauten des Films schuf Kurt Richter. Die Dreharbeiten fanden in den Ufa-Union-Ateliers Berlin-Tempelhof statt. Die Zensur prüfte Prinz Sami, der eine Originallänge von 1041 Metern hatte, im Dezember 1917. Die Uraufführung des Films fand am 1. Januar 1918 im U.T. Kurfürstendamm in Berlin statt.
In Prinz Sami präsentierte Lubitsch nach Werken wie Schuhpalast Pinkus und Der Stolz der Firma wieder einmal den „unangepasst[en …], kraftvollen Triebtäter“.